# خفالیبوگووو، شهرستان وژشنیا
خفالیبوگووو (به لاتین: Chwalibogowo؛ تلفظ لهستانی: [xfalibɔˈɡɔvɔ]) یک منطقهٔ مسکونی در لهستان است که در گمینا وژشنیا واقع شده‌است.